# Parastichopus
Genre
Parastichopus est un genre de concombres de mer de la famille des Stichopodidae.

## Liste des espèces
| Selon World Register of Marine Species (25 novembre 2017) : - Parastichopus regalis (Cuvier, 1817) - Parastichopus tremulus (Gunnerus, 1767) | Selon ITIS (25 novembre 2017) : - Parastichopus californicus (Stimpson, 1857) - Parastichopus johnsoni Theel, 1886 - Parastichopus leukothele Lambert, 1986 - Parastichopus nigripunctatus (Angustin) - Parastichopus parvimensis - Parastichopus tremulus (Gunnerus, 1767) |

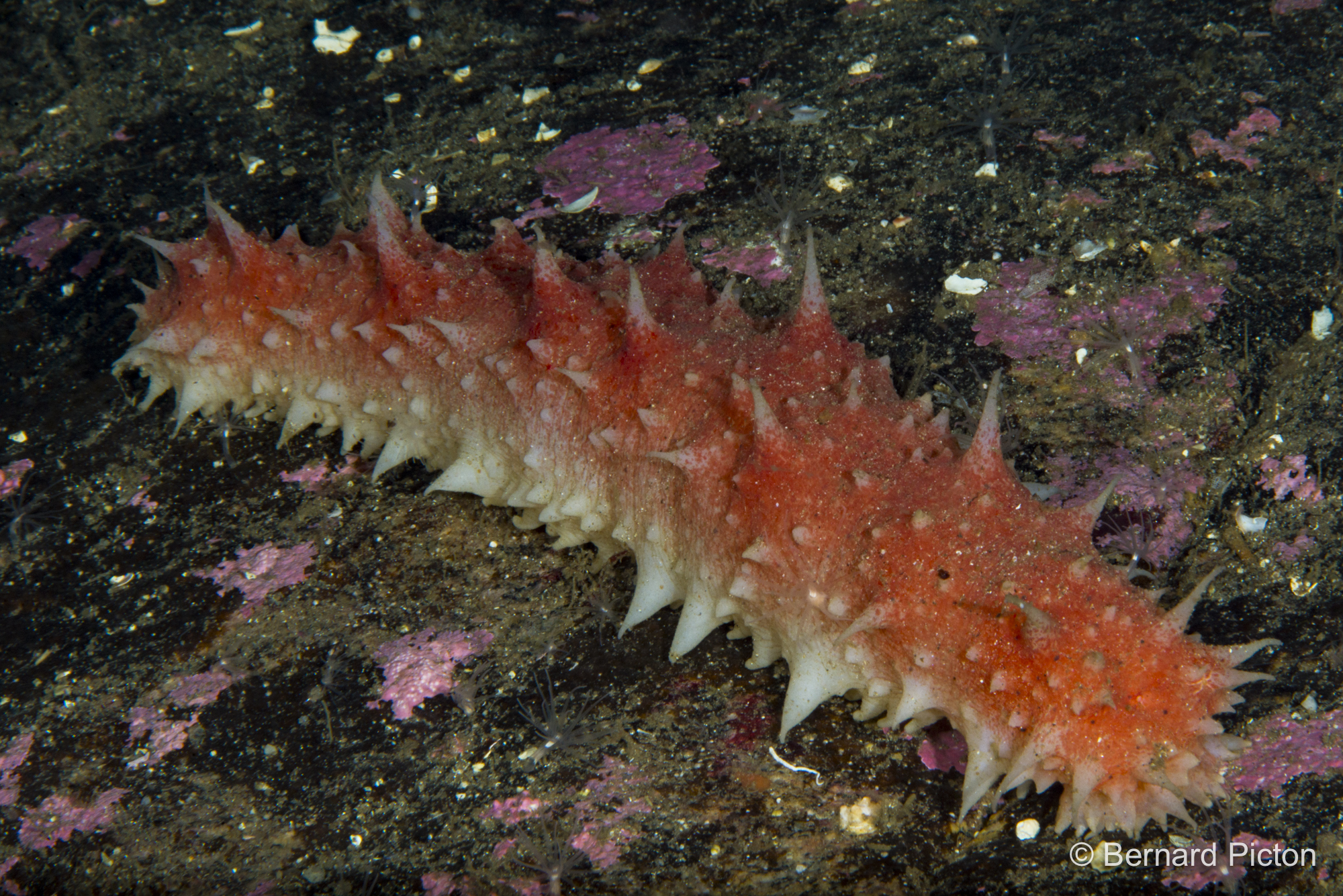
Parastichopus tremulus